# Stortjärnen (Åsele socken, Lappland, 709179-157742)
Stortjärnen är en sjö i Åsele kommun i Lappland och ingår i Ångermanälvens huvudavrinningsområde.